# Autorregulamentação
A autorregulamentação é um conceito abstrato que se refere a diversos níveis organizacionais. Pode se referir a condutas pessoais, unidades familiares, mas normalmente designa atividades de larga escala, por exemplo, profissões, grupos de empresas, religiões, etc.
Através desse princípio, um grupo de pessoas ou organizações estabelece um conjunto de regras que visam garantir qualidade, segurança e responsabilidade diante de seus serviços e/ou produtos. Dito de outra forma, descreve um grupo de pessoas ou organizações que exercem todas as funções necessárias de poder sem a intervenção de qualquer autoridade maior que os limite.
A autorregulamentação é composta de um ou mais dos princípios a seguir:
- um código de ética que define um comportamento adequado dentro de um grupo, por exemplo, o Juramento de Hipócrates, feito pelos médicos,
- critérios definidos em que normas externas ou uma autoridade política pode ser convocada - a não ser que o próprio grupo se oponha a tal autoridade, por exemplo, facções do crime organizado que em geral são autorreguladas quase que por definição.
- uma maneira de garantir que uma autoridade externa não se envolva a não ser e até que os critérios estabelecidos sejam satisfeitos, normalmente uma lei do silêncio em que as atividades dos que fazem parte do grupo não são compartilhadas com os que estão de fora.
- um processo de registro e resolução de conflitos, por exemplo, erros médicos, procedimentos sindicais e maneiras de atingir consenso.
- o poder de disciplinar os próprios membros do grupo, que vai desde multas e censura até inclusive a pena de morte, por exemplo, o Exército Republicano Irlandês, a Máfia ou forças militares (ver: Direito militar
- uma maneira de escolher ou eleger seus líderes, por exemplo, votação, guerra de gangues, identificação ou seleção divina (por exemplo: escolha do Dalai Lama)
- uma maneira de controlar as partes, facções, correntes ou outros subgrupos que busquem separem-se e formar novas entidades que iriam competir com o grupo o organização que já existe.

Qualquer sistema autorregulado envolve um certo grau de consenso na tomada de decisões, no mínimo por conta de certos indivíduos ou grupos optarem por violar os critérios pré-estabelecidos e buscar uma autoridade externa, quebrar o silêncio, ou de alguma outra forma causar a perda de autonomia do grupo. Por exemplo, qualquer membro da Máfia, e muitos o fazem, pode "caguetar" (denunciar) seus colegas, recebendo uma nova identidade. Esse tipo de traição encerra a participação do indivíduo no grupo, e acaba com seu acesso ao capital social exclusivo. Ainda assim, a pessoa será capaz de continuar com suas habilidades aprendidas e talvez até possa reiniciar suas atividades sem a ajuda do antigo grupo. Para prevenir evasões dessa natureza, diversos grupos tem ferramentas de coerção poderosas para prevenir deserções (ou, nas religiões, "heresias") capazes de gerar grupos concorrentes.